# Indokínai muntyákszarvas
Az indokínai muntyákszarvas (Muntiacus rooseveltorum) az emlősök (Mammalia) osztályának párosujjú patások (Artiodactyla) rendjébe, ezen belül a szarvasfélék (Cervidae) családjába és a szarvasformák (Cervinae) alcsaládjába tartozó faj.

## Felfedezése és rendszertani besorolása
Ezt az állatot 1928-1929 között végbement Kelley-Rooseveltek ázsiai expedíció (Kelley-Roosevelts Asiatic Expedition) alkalmával fedezték fel. Ebben az expedícióban részt vett Theodore Roosevelt, az USA 26. elnökének két nagyobbik fia is, az ifjú Theodore Roosevelt és Kermit Roosevelt. A kitömött állatot 1929-ben, a chicagói Field Természetrajzi Múzeumban (Field Museum of Natural History) mutatták be. Az indokínai muntyákszarvas kisebb termetű, mint az indiai muntyákszarvas (Muntiacus muntjak). A DNS-vizsgálatok azt mutatják, hogy különbözik más muntyákszarvastól, azaz önálló faj. Bár egyes kutatók a Fea-muntyákszarvas (Muntiacus feae) vagy az indiai muntyákszarvas alfajának tekintik. Az 1929-es típuspéldányon kívül más egyed nem került elő. Állítólag 1961-1972 között a Berlini Állatkertben tartottak egy ilyen állatot, mely Észak-Vietnamból származott. Ez az állat azonban meglehet, hogy az indiai muntyákszarvas Muntiacus muntjak annamensis nevű alfaja volt.
A Laosz és Vietnám határán levő hegységben, az úgynevezett Truong Son nevű faluban, állítólag ilyen muntyákszarvas koponyák találhatók. Újabban a vietnami Xuan Lien Nature Reserve-ben kitett kamerák két indokínai muntyákszarvasnak tűnő egyedet fényképeztek le.

## Előfordulása
Az indokínai muntyákszarvas előfordulási területe Délkelet-Ázsia.

## Fordítás
- Ez a szócikk részben vagy egészben  a   Roosevelt's muntjac című angol Wikipédia-szócikk ezen változatának fordításán alapul.  Az eredeti cikk szerkesztőit annak laptörténete sorolja fel. Ez a jelzés csupán a megfogalmazás eredetét és a szerzői jogokat jelzi, nem szolgál a cikkben szereplő információk forrásmegjelöléseként.